# Bejgli
Il Bejgli o, talvolta, Beigli è un rotolo alle noci  o ai semi di papavero (Mákos bejgli). È un dolce tradizionale della cucina ungherese, di origine slesiana, consumato in Ungheria nelle feste natalizie e a Pasqua.
Tradizionalmente ne esistono solo due versioni, con ripieno alle noci o ai semi di papavero, anche se le varianti sono comuni. La pasta è fatta con lievito, farina, tuorlo d'uovo e burro. Il ripieno ai semi di papavero contiene uva passa, rum, vaniglia e semi di papavero macinati; il ripieno alle noci contiene uva passa, rum, scorza di limone e noci tritate . 
La pasta viene stesa come una sfoglia spessa. Dopo aver spalmato il ripieno, la pasta viene arrotolata in un cilindro regolare, spennellata con il tuorlo d'uovo e cotta nel forno.